# Syllepte nitidalis
Syllepte nitidalis là một loài bướm đêm trong họ Crambidae.